# Turnia nad Rohatką
Turnia nad Rohatką (słow. Veža nad Prielomom, niem. Kerbchenspitze, węg. Rovátka csúcs) – turnia w grani głównej Tatr Wysokich, w słowackich Tatrach Wysokich, o wysokości 2332 m. Od wierzchołka Dzikiej Turni oddzielona jest przełęczą Wyżnia Rohatka, a od Małej Wysokiej – Rohatką.
Nie prowadzą na nią żadne znakowane szlaki turystyczne, lecz jest odwiedzana przez turystów przy okazji wejścia na Rohatkę. Taternicy wchodzą na Turnię nad Rohatką najczęściej przy przejściu granią. Z Turni nad Rohatką roztacza się nieco szerszy widok niż z samej Rohatki.

## Historia
Pierwsze wejścia turystyczne:
- Karol Englisch, Antonina Englischowa i Johann Hunsdorfer (senior), 14 lipca 1898 r. – letnie
- Lajos K. Horn i Jenő Serényi, 17 kwietnia 1911 r. – zimowe[2].

## Przypisy

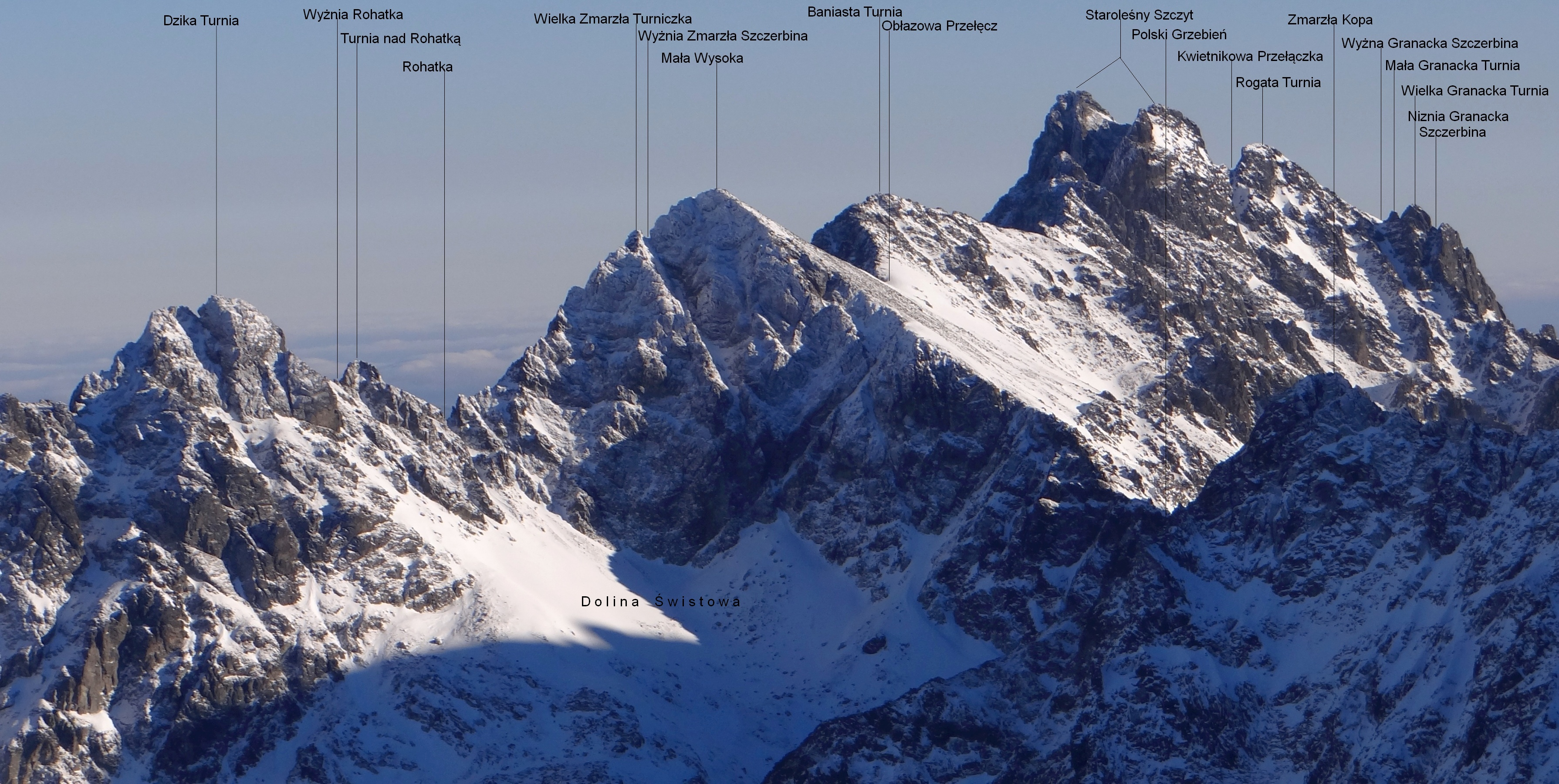
Widok z Niżnych Rysów